# Amy Cutler
Amy Cutler est une artiste contemporaine née à Poughkeepsie, New York, en 1974. Amy Cutler est une artiste de renommée internationale. Elle est représentée par la Leslie Tonkonow Gallery à New York. Elle est diplômée (Bachelor of Fine Arts) de la Cooper Union School of Art de New York depuis 1997. Après l'obtention de son diplôme, elle a rapidement acquis une reconnaissance critique et son œuvre a été présentée dans d'importantes rétrospectives d'art contemporain, notamment à la Whitney Biennal en 2004.

## Sources d'inspiration
Les personnages des gravures et des peintures d'Amy Cutler portent souvent des vêtements aux motifs élaborés. Elle utilise des motifs inspirés de tenues traditionnelles de femmes du monde entier. Elle puise son inspiration dans des sources variées telles que des manuels de survie de l'armée américaine, des livres sur la nature, des gravures sur bois japonaises, des miniatures persanes ou des dessins indonésiens. Elle reconnaît n'être pas toujours «fidèle à la source» puisqu'elle en sélectionne certains éléments tout en les développant. Certains personnages créés par Amy Cutler portent des tissus de cérémonie inspirés de motifs indiens ou chinois. L'artiste a affirmé que certaines de ses œuvres sont inspirées de son rejet des rôles traditionnellement attribués aux genres, quand elle a choisi, à la trentaine, d'acheter sa propre maison plutôt que de se marier et d'avoir des enfants. La maternité, bien que source d'inspiration pour plusieurs de ses œuvres, est présentée du point de vue d'une tierce personne puisque l'artiste est désormais mère. À propos de son travail abordant la maternité, elle a déclaré : «Vous ignorez la femme ... la femme est le support de la vie».

## Thèmes
Les dessins, peintures et gravures d'Amy Cutler représentent généralement des groupes de femmes, habillées dans un style victorien, effectuant des tâches domestiques familières et mystérieuses à la fois. Elle crée ainsi d'étranges récits qui rappellent les contes de fées et se jouent des archétypes. Ses personnages féminins sont souvent associés à des ustensiles ménagers, des animaux sauvages et des créatures hybrides. Malgré leur apparence enfantine, ses personnages évoquent des thèmes plus sombres tels que la pauvreté, l'injustice sociale et la violence.

## Style
Le style d'Amy Cutler se caractérise par des dessins figuratifs linéaires complexes. Ses personnages sont souvent représentés avec des nez allongés, des têtes en forme de théières et des bras semblables à des manches à balai. Ses peintures représentent généralement des personnages dans un espace négatif, montrant son désir de «... se débarrasser de l'arrière-plan», auquel elle attribue son choix de passer de la peinture sur bois à la gouache sur papier.

## Expositions
Amy Cutler a fait l'objet de plusieurs expositions personnelles, notamment au Art, Design & Architecture Museum de Californie (2012), au Huntington Museum of Art de Virginie-Occidentale (2012), au Weatherspoon Art Museum de Caroline du Nord (2010), au Bowdoin College Museum of Art du Maine (2008), au Museo Nacional Centro de Arte Reina Sofía à Madrid (2007), à l'Indianapolis Museum of Art de l'Indiana (2006), à l'Institut d'art contemporain de Philadelphie, au Kemper Museum of Contemporary Art et au Walker Art Centre à Minneapolis (2002),.

## Collections publiques et publications
Le travail d'Amy Cutler fait partie des collections de nombreux musées et institutions, dont le MOMA, l' Indianapolis Museum of Art, la New York Public Library, le Metropolitan Museum of Art, le New Museum of Contemporary Art, Le Whitney Museum of American Art  et le Smithsonian American Art Museum.
Amy Cutler figure parmi les nombreux artistes contemporains mentionnés dans le livre Vitamin D: New Perspectives in Drawing publié par Phaidon Press en 2005.